# 나딘 (영화)
나딘(Nadine)은 미국에서 제작된 로버트 벤튼 감독의 1987년 영화이다. 제프 브리지스 등이 주연으로 출연하였고 알린 도노반 등이 제작에 참여하였다.

## 출연

### 주연
- 제프 브리지스
- 킴 베이싱어

### 조연
- 립 톤
- 그웬 버돈
- 글렌 헤들리
- 제리 스틸러
- 제이 패터슨

## 제작진
- 미술: 폴 실버트
- 의상: 알버트 울스키
- 배역: 하워드 피버